# Mansfelder Oratorium

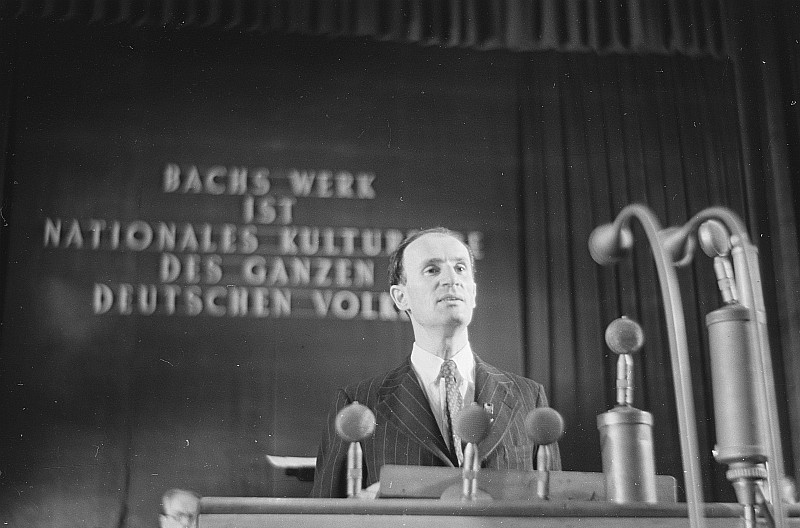
Ernst Hermann Meyer referierte auf der Bachfeier 1950 im Sinne der marxistisch-leninistischen Erbetheorie (siehe Hintergrund) über Johann Sebastian Bach – Kein Ende, ein Anfang.

Das Mansfelder Oratorium ist eine Komposition von Ernst Hermann Meyer (1905–1988) für Soli, Chor und Orchester nach Worten von Stephan Hermlin (1915–1997).
Der Form des Oratoriums in Grundzügen folgend, handelt es sich um eine mehrteilige dramatische Vertonung einer Handlung, die in diesem Falle keinen geistlichen, sondern betont weltlichen Charakter aufweist: Nach dem für den Sozialistischen Realismus typischen „Per aspera ad astra“-Prinzip wird die Geschichte des Mansfelder Bergbaus vom Mittelalter bis zur Errichtung des Sozialismus auf deutschem Boden im Sinne der Erbetheorie gedeutet. Meyer gilt als einer der wichtigsten Vertreter dieser Ideologie auf dem Gebiet der Musik.
Als Protagonist fungiert „der Bergmann“ selbst, der über Jahrhunderte hinweg Kriege erduldet, gegen Ausbeutung kämpft und am Ende mit Hilfe von tapferen Sowjetsoldaten den lange gehegten Traum vom Sozialismus verwirklicht: „Denn das Werk ward unser …“.
Das Mansfelder Oratorium wurde im Jahr 1950 komponiert, im gleichen Jahre fertiggestellt und anlässlich der 750-Jahr-Jubiläumsfeier des Mansfelder Kupfer-Schiefer-Bergbaues uraufgeführt. In der DDR zählte es zum nationalen Kulturgut, das seinen Platz im Lehrplan Musik hatte und durch Aufführungen und Schallplatteneinspielungen am Leben gehalten wurde. In der Bundesrepublik Deutschland war es weitgehend unbekannt.
Mit seiner willfährigen Haltung gegenüber dem Stalinismus und der aktuellen Parteilinie der SED geriet es in dem politischen Schlingerkurs der folgenden Jahre unter Druck. In seinem Text … werden „fünfhundert Millionen und Mao Tse-tung“ besungen, die die Brüder an Saar und Ruhr befreien werden. Davon war nach dem Schisma zwischen der Sowjetunion und China 1960 natürlich nichts mehr zu hören.
Es gilt als ein Musterbeispiel für den Sozialistischen Realismus auf dem Gebiete der Musik. Bertolt Brecht charakterisierte es im November 1952 gegenüber Paul Dessau als Schmalzersatz und Kunsthonig.